# Mihi Kim
Répertoire
Musique classique
Mihi Kim est une flûtiste coréenne naturalisée française, née à Séoul, résidant à Paris.

## Biographie

### Formation
Mihi Kim est née à Séoul en Corée du Sud, fille de l’ingénieur et philosophe Ongsan Sang-Bong Kim et de la peintre Hyangcheon Young-Soon Choi. Après une petite enfance en Corée du Sud, elle déménage en Allemagne à 3 ans où elle reçoit une éducation trilingue (coréen, allemand et anglais). De retour à Seoul à neuf ans, elle commence la flûte traversière auprès de Young-Hee Kang et Chang-Yong Chung. Elle en révèle rapidement de grandes dispositions et fut découverte par le flûtiste français Alain Marion à l’âge de 11 ans. Puis à 14 ans, Alain Marion l’invite à poursuivre ses études de flûte à Paris. Elle étudie auprès de lui et Jean-Pierre Rampal en cours privés et auprès d’Ida Ribéra à l’ENM de Meudon (Hauts-de-Seine). À 17 ans, elle rencontre András Adorján (flûtiste) qui l’invite à venir étudier à la Hochschule de Cologne. Elle y est admise de suite et obtient son diplôme à 21 ans avec les félicitations.
Tout en continuant les études auprès d’Aurèle Nicolet en particulier, elle entre à la Hochschule de Munich en cursus de perfectionnement (Meisterklasse) sous la direction de Paul Meisen. Après l’obtention du diplôme de maîtrise, elle décide de s’installer à Paris et poursuivre ses études au Conservatoire national supérieur de musique et de danse de Paris en classe de perfectionnement flûte dans la classe de Pierre-Yves Artaud. Elle poursuit ses études dans la même institution en formation diplômante de pédagogie, où elle obtient le certificat d’aptitude.

### Musique contemporaine
Sa formation avec Aurèle Nicolet et Pierre-Yves Artaud la motive à s’intéresser à la création musicale. À son arrivée à Paris, elle intègre l’Ensemble multilatéral et l'Ensemble L’itinéraire au sein desquels elle participe aux créations et concerts entre 2005 et 2013. Sa collaboration avec le compositeur Régis Campo l’amène à enregistrer trois disques sous le label Aeon, Mandala et MusicCube. Elle fonde l’Ensemble Musica Universalis en 2013 où elle a exercé la fonction de directrice pédagogique durant deux saisons.

#### Répertoire contemporain
Dans son répertoire dans le domaine de la musique contemporaine, on trouve des oeuvres solo ou musique de chambre de Pierre Boulez, Georges Bœuf, Régis Campo, Elliot Carter, Jérôme Combier, Matthew Lima, Gilles Schuehmacher, Luc Ferrari, Frédéric Durieux, Matteo Franceschini, Luis de Pablo, Giorgio Colombo Taccani, Luca Mosca, Alberto Caprioli, Yan Maresz, Colin Roche, Philippe Hersant, Masakazu Natsuda, Gérard Grisey, Martin Matalon, Philippe Hurel, Jacques Lenot, Didier Rotella, Peter Eötvös, Karlheinz Stockhausen, Luciano Berio, Frédérik Martin, Michaël Levinas, Fausto Romitelli, Pasquale Corrado, Michaël Jarrel, Marc-André Dalbavie, Friedemann Drennecke, Naoki Sakata, Hiromichi Kitazume, Yuta Bandoh, Isang Yun (liste non exhaustive)

### Pédagogie
Durant sa formation au CNSMDP, elle est l’assistante de Pierre-Yves Artaud au sein de l’École normale de musique de Paris Alfred Cortot. Elle est nommée professeur dans la même institution en 2006. 
Après obtention du CA, elle est recrutée au Conservatoire à rayonnement départemental d’Issy-les-Moulineaux (poste occupé depuis 2003).
En 2001, elle publie une méthode interactive pour le débutant flûtiste, « Fluting up! » publié aux Éditions du Leitmotiv, Paris sous forme de DVD-ROM. Cette méthode est traduite en 6 langues (français, anglais, allemand, coréen, espagnol et japonais).

## Distinctions
Elle est lauréate de plusieurs concours internationaux 
- Concours International de la ville de Paris « Jean-Pierre Rampal » (1998)[2]
- Grand prix du Concours International de Bayreuth (2000)[3]

### Flûte en platine
Elle découvre la flûte en platine en 2003 et joue depuis celle de la marque japonaise Miyazawa de 900/000 (Boston Classic #80222). Elle est également artiste internationale Miyazawa.

## Discographie
- Henri-Jean Schubnel (CD H.J.S. A 1998): œuvres de Henri-Jean Schubnel : Sérénade avec Mihi Kim, flûte - Bénédicte Rostaing, harpe - Eric Lacrouts, violon - Stéphane Marcel, alto - Frédéric Lubiatto, violoncelle
- Autoportraits (Mandala MAN 5084): œuvres de Régis Campo : Scherzo - Phénix - Sphinx - Wow ! avec Kanako Abe, piano - Mihi Kim, flûtes - Patrick Langot, violoncelle.
- Pop-Art (1 CD aeon AECD 0529) : œuvres de Régis Campo : Pop-Art - au sein de l’Ensemble des Lauréats du Conservatoire, direction Kanako Abe
- Frida Kern (Harp & co CD 5050-08) : œuvres de Frida Kern : Impressionen Op 51 - Vier Stücke für Bläser Quintett Op 25 - Mihi Kim, flûte - Rachel Talitman, harpe - Pierre-Henri Xuereb, alto
- Hommage à Debussy (Harp & co CD 5050-10) : œuvres de Mel Bonis - Oedeon Partos - Henri Lazarof - Claude Debussy - Mihi Kim, flûte - Rachel Talitman, harpe - Pierre-Henri Xuereb, alto
- Le cavalier bleu (Anima-records ANM/130700001) : œuvres de Walter Gieseking - Gabriel Pierné - Darius Milhaud - Otar Taktakishvili - Mihi Kim, flûte - Bertrand Giraud, piano
- Laterna Magica  (MusiCube CUB1302) : œuvre de Régis Campo : Le pic-vert (2000, version remix 2012)